# Stora Kräckebosjön
Stora Kräckebosjön är en sjö i Svenljunga kommun i Västergötland och ingår i Ätrans huvudavrinningsområde.